# Graham King
Pour les articles homonymes, voir King.
Graham King, né le 19 décembre 1961 à Londres en Angleterre, est un producteur de cinéma et de télévision anglais.

## Biographie
Graham King produit via sa société GK Films.

## Filmographie
- 2000 : Desert Saints
- 2000 : Ping!
- 2000 : Docteur T et les Femmes (Dr T and the Women)
- 2000 : Traffic
- 2001 : Ali
- 2002 : The Dangerous Lives of Altar Boys
- 2004 : Traffic (feuilleton TV)
- 2004 : Aviator (The Aviator)
- 2005 : The Ballad of Jack and Rose
- 2005 : Une vie inachevée (An Unfinished Life)
- 2006 : Les Infiltrés (The Departed) de Martin Scorsese
- 2006 : Blood Diamond d'Edward Zwick
- 2007 : First Born d'Isaac Webb
- 2007 : Next de Lee Tamahori
- 2007 : Gardener of Eden de Kevin Connolly
- 2009 : Victoria : Les Jeunes Années d'une reine (The Young Victoria) de Jean-Marc Vallée
- 2010 : The Town de Ben Affleck
- 2011 : The Tourist de Florian Henckel von Donnersmarck
- 2011 : Rhum express (The Rum Diary) de Bruce Robinson
- 2011 : Hugo Cabret (Hugo) de Martin Scorsese
- 2011 : Au pays du sang et du miel d'Angelina Jolie
- 2012 : Argo de Ben Affleck
- 2012 : Dark Shadows de Tim Burton
- 2014 : Jersey Boys de Clint Eastwood
- 2016 : La 5ème Vague (The 5th Wave) de J Blakeson
- 2016 : Alliés (Allied) de Robert Zemeckis
- 2018 : Tomb Raider de Roar Uthaug
- 2018 : Bohemian Rhapsody de Bryan Singer
- 2025 : Michael d'Antoine Fuqua